# Police nationale (République dominicaine)
Pour les autres articles nationaux ou selon les autres juridictions, voir Police nationale.
Depuis 1936, la Policia Nacional Dominicana (en langue française : police nationale dominicaine) est la force de police civile de la République dominicaine. Sa devise est Ley y Orden (La loi et l'ordre).

## Organisation
Commandée par un lieutenant-général, elle comprend 15 000 personnes.

## Armement
Malgré ses faibles effectifs, il est varié :
- Armes de poings : Beretta 84, Taurus PT-92
- Fusils à pompe : Mossberg 500, Remington 870 et Winchester 1200.

## Moyens aériens
Disposant d'une taille modeste, la PND mets en œuvre seulement 2 hélicoptères (1 Eurocopter AS-350 Écureuil et d'un avion léger (Cessna 172).